# Баркиди
Баркидите са видна картагенска фамилия от III-II век пр.н.е., представители на която играят важна роля в Пуническите войни.
Сред по-известните Баркиди са:
- Хамилкар Барка (275-228 пр.н.е.)
- Хасдрубал Красивия (?-221 пр.н.е.)
- Ханибал Барка (247-182 пр.н.е.)
- Хасдрубал Барка (245-207 пр.н.е.)
- Магон Барка (243-203 пр.н.е.)